# Kantabrija
Kantabrija (špansko Cantabria, izgovorjava: [kanˈtaβɾja]) je avtonomna skupnost na severu Španije z glavnim mestom Santander, površino dobrih 5300 km² in skoraj 600.000 prebivalci. Po sedanjem statutu te avtonomne skupnosti se imenuje comunidad histórica, zgodovinska skupnost. Na vzhodu meji na baskovsko avtonomno skupnost (provinca Biskaja), na jugu je Kastilija in Leon (provinca Leon, provinci Palencia in Burgos), na zahodu s Kneževino Asturijo, na severu pa je obala Biskajskega zaliva.
Kantabrija spada v Zeleno Španijo, ime je dobil pas zemlje med Biskajskim zalivom in Kantabrijskim gorovjem, ki se zaradi močne in zmerne oceanske klime imenuje tako zaradi svoje posebno bujne vegetacije. Na podnebje močno vplivajo vetrovi Atlantskega oceana, ujeti v gorah; povprečna letna količina padavin je približno 1200 mm.
Kantabrija ima arheološka najdišča iz obdobja zgornjega paleolitika, čeprav prvi znaki človeške prisotnosti izvirajo iz spodnjega paleolitika. Najpomembnejše mesto za jamske poslikave je v jami Altamira iz okoli 37.000 pred sedanjostjo  in jo je skupaj z devetimi drugimi kantabrijskimi jamami pod naslovom Jame Altamira in paleolitska jamska umetnost severne Španije razglasil UNESCO za svetovno dediščino.<Unesco </ref>
Sodobna provinca Kantabrija je bila ustanovljena 28. julija 1778 v Puente San Miguel, Reocín. Tazo praznuje vsakoletni praznik institucij 28. julija. Statut avtonomije Kantabrije, sprejet 30. decembra 1981, je regiji dal lastne institucije samoupravljanja.

## Etimologija
Številni avtorji, med njimi Isidore iz Sevilje, Julio Caro Baroja, Aureliano Fernández Guerra in Adolf Schulten, so raziskovali etimologijo imena Cantabria, vendar njegov izvor ostaja negotov. Spletni etimološki slovar navaja, da koren cant- izvira iz keltskega za "skala" ali "skalnat" , medtem ko je -abr pogosta pripona, ki se uporablja v keltskih regijah. Tako bi cantabrian lahko pomenil »ljudi, ki živijo v skalah« ali »gorjani«, sklicevanje na strmo in gorsko ozemlje Kantabrijw.
Ime Cantabria je lahko povezano tudi s keltskim korenom kant ali cant, kar pomeni rob, torej »obalno območje« ali »vogalna dežela«, »dežela na robu«.

## Geografija
Kantabrija je gorsko in obalno območje s pomembnimi naravnimi viri. Ima dve ločeni področji, ki se morfološko dobro razlikujeta:
- Obala. Obalni pas nizkih, širokih in nežno valovitih dolin, širokih približno 10 kilometrov, katerih nadmorska višina se ne dvigne nad 500 metrov, in ki se sreča z oceanom v vrsti ostrih klifov, ki jih prekinjajo rečna ustja, tvorijo rias in plaže. Zaliv Santander je najpomembnejša vdolbina na obali. Na jugu se obalni pas dviga proti goram.
- Gore. To je dolga ovira, sestavljena iz nenadoma naraščajočih gora, vzporednih z morjem, ki so del Kantabrijskega gorovja. Gore so večinoma iz apnenca s kraško topografijo in zasedajo večino območja Kantabrije. Tvorijo globoke doline, ki tečejo v smeri sever-jug. Deroče reke so kratke, hitro tečejo in imajo veliko moč erozije, zato so pobočja strma. Doline opredeljujejo različne naravne regije, ki so fizično omejene z vmesnimi gorskimi verigami: Liébana, Saja-Nansa, Besaya, Pas-Pisueña, Miera, Asón-Gándara, Campoo. V gorsko regijo spada Escudo Range, gorsko območje visoko od 600 do 1000 metrov, dolžine 15 ali 20 km vzporedno z obalo v zahodnem delu iz Kantabrije.

Proti jugu so višje gore, katerih vrhovi tvorijo razvodje med porečji rek Ebro, Duero in rek, ki se zlivajo v Biskajski zaliv. Ti vrhovi običajno presegajo 1500 m od prelaza San Glorio na zahodu do prelaza Los Tornos v vzhodnem delu: Peña Labra, Castro Valnera in gorskih prelazov Sejos, El Escudo in La Sía. Velike apnenčaste mase Picos de Europa izstopajo tudi na jugozahodu regije: večina njegovih vrhov presega 2500 m, topografijo pa oblikuje nekdanja prisotnost ledenikov.

### Podnebje
Zaradi Zalivskega toka ima Kantabrija in preostali del "zelene Španije" veliko bolj zmerno podnebje, kot bi lahko pričakovali glede na zemljepisno širino. Regija ima vlažno oceansko podnebje s toplimi poletji in blagimi zimami. Letna količina padavin je na obalah okoli 1200 mm, v gorah pa višja. Povprečna temperatura je približno 14 ° C. Na višjih območjih Kantabrije je sneg pogost med oktobrom in marcem. Nekatera območja Picos de Europa imajo alpsko podnebje s snegom, ki traja vse leto. Najbolj suha meseca sta julij in avgust. Gorski relief Kantabrije ima prevladujoč učinek na lokalno mikroklimo v Kantabriji. Je glavni vzrok za svojevrstne meteorološke razmere, kot je tako imenovana suradas (veter Ábrego), zaradi učinka fena: južni veter, ki prihaja z gora, močno in suho piha ter temperaturo približuje obali. To povzroči zmanjšanje vlažnosti zraka in padavin. Ti pogoji so pogostejši jeseni in pozimi, temperature pa so običajno višje od 20 ° C. Ta vrsta vetra pogosto pomaga pri požarih: primer je požar, ki je pozimi 1941 uničil del mesta Santander. V teh posebnih primerih v južnem delu gorske verige suhi adiabatni naklon ustvarja različne razmere kot v preostalem delu regije: tam je svež in bolj vlažen veter in več dežja.

### Hidrologija
Reke Kantabrije so kratke in hitre, se strmo spuščajo, ker je morje tako blizu njihovega izvira v Kantabrijskem gorovju. Tečejo pravokotno na obalo, razen reke Ebro, prav tako običajno tečejo skozi vse leto zaradi stalnih padavin. Kljub temu je pretok skromen (20 m³ / s letno povprečje) v primerjavi z drugimi rekami Iberskega polotoka. Hitrost njihovih voda zaradi strmih spustov jim daje veliko erozivno moč in ustvarja ozke doline v obliki črke V, značilne za zeleno Španijo. Okoljsko stanje rek je na splošno dobro, čeprav povečanje človeške dejavnosti zaradi naraščajočega števila prebivalcev v dolinah še vedno predstavlja izziv.
Glavne reke v regiji, razvrščene po povodju, so:
- Severno povodje [8] (izliva se v Biskajski zaliv): Agüera, Asón, Besaya, Deva, Miera,  Nansa, Pas, Saja
- Porečje Ebro (špansko) Confederación Hidrográfica del Ebro Arhivirano April 3, 2007, na Wayback Machine., Ministerio del Medio Ambiente website; retrieved 9 September 2007.</ref> (izliva se v Sredozemsko morje):  Híjar, Ebro
- Porečje Duero [9] (izliva se v Atlantski ocean)

Kantabrija je edina avtonomna skupnost, katere reke se izlivajo v obe morji, ki obkrožajo Iberski polotok: Atlantski ocean in Sredozemsko morje.

### Rastlinstvo
Nihanje v nadmorski višini regije, ki se na kratki razdalji giblje od morske gladine do 2600 metrov v gorah, vodi do velike raznolikosti vegetacije in velikega števila biomov. Kantabrija ima vegetacijo, značilno za atlantsko stran Iberskega polotoka. Zanjo so značilni gozdovi listavcev, kot sta hrast in bukev. Kljub temu je človeško posredovanje od antičnih časov spodbujalo nastanek pašnikov, kar je omogočilo obstoj velikih površin travnikov in prerij, primernih za pašo goveda. Ti travniki so pomešani s nasadi evkalipta in avtohtonega hrasta. Za južni del Kantabrije, vključno s comarco Campoo na obrobju Kastiljske planote, je značilen prehod v bolj suho vegetacijo. Drugi dejavnik raznolikosti, ki prispeva k lokalnim spremembam v regiji, je sredozemski ekoton, ki povzroča edinstvene vrste v regiji, na primer hrast črničevje (Quercus rotundifolia) in arbutus (jagodičnice), ki jih najdemo v revnih apnenčastih tleh z malo vlage.
V Kantabriji obstaja več con rastlinskega življenja:
- Obalni pas, vključno s peščenimi sipinami z minimalno vegetacijo. V bližini so strme pečine z rastlinami, edinstvenimi za to vrsto terena.
- Obmorska regija, blizu obale in z nadmorsko višino do 500 metrov. Prvotno je imela mešane listopadne gozdove jesena, lipe, lovorja, leske, javorja, hrasta, topolov, breze, črničevja in druge. Obvodni deli so bili napolnjeni z gozdovi jelše in vrbe. Danes so ti avtohtoni gozdovi skoraj popolnoma izginili, na območju slabe uporabnosti pa so ostale le rezerve. Namesto njih so travniki, ki so v zmernem podnebju precej produktivni in vzdržujejo gospodarstvo podeželske Kantabrije. Poleg njih so zelo veliki monokulturni nasadi evkalipta za proizvodnjo papirja, ki imajo katastrofalne ekološke posledice za biotsko raznovrstnost in podnebje v regiji.

V zadnjih dveh desetletjih 20. stoletja in predvsem zaradi evropskih kmetijskih politik, so mnogi kmetje gozdarstvo nadomestili z živinorejo, da bi se izognili brezposelnosti in revščini. To je povzročilo porast evkalipta (in v manjši meri borovcev), ki so pogosto skrivali nezakonito uničenje avtohtonih gozdov, tako kot je to v preteklosti povzročilo širjenje živinoreje z endemično pretvorbo gozda v prerijo. Ta dejanja so ohlapno nadzorovali lokalni sveti ali centralne vlade v procesu, ki jasno sledi izreku: Pan para hoy, hambre para mañana (kar se prevaja kot »Kruh za danes, lakota za jutri«; tj. kratkoročni dobiček, dolgotrajna bolečina).
Nasad borovcev je v zadnjih desetletjih popustil pred evkaliptom, ker ta neavtohtona vrsta nima naravnega napadalca v evropskem ekosistemu (medtem ko so borovci zelo ranljivi za borovega prelca). Tako v relativnem kot v absolutnem smislu se je poraba gozda v gozdarstvu v Kantabriji povečala in je zdaj skoraj 70 % vseh gozdov v regiji.
- V vznožju gora, od 500 do 1100 metrov nadmorske višine, naseljujejo monokulturni gozdovi hrasta (Quercus robur in Quercus petraea) na sončnejših pobočjih. Na bolj zasenčenih območjih in zlasti na približno 800 metrih so gozdovi bukve, ki so pozimi glavni vir hrane za številne živalske vrste.

- Subalpsko ravnino v tej visoki deželi rastlinsko življenje sestavljajo breza, grmičevje in trave, ki so še posebej pomembne za gospodarstvo, saj poleti služijo kot pašnik za pašo goveda in konj.

Poleg teh značilnosti bi bilo treba omeniti tudi posebnosti comarce Liébana, ki ima mikroklimo, ki je zelo podobna sredozemski in omogoča gojenje hrasta plutovca, trte in oljke in je še vedno zelo dobro ohranjena pred človeško dejavnostjo. Druga izjemna comarca je Campoo v južni Kantabriji s pirenejskim hrastom.

### Naravni parki
V tej avtonomni skupnosti je sedem naravnih območij, imenovanih naravni ali narodni parki:
- narodni park Picos de Europa
- naravni park Collados del Asón
- Naravni park Santoña, Victoria in Joyel Marshes
- masiv naravnega parka Peña Cabarga
- naravni park Oyambre
- Naravni park Saja-Besaya
- naravni park sipine Liencres

Najpomembnejši med njimi je narodni park Picos de Europa, ki poleg Kantabrije vpliva še na tri avtonomne skupnosti, ki si delijo upravljanje, Kastilija in Leon ter Asturija. [[Močvirja Santoña, Victoria in Joyel so tudi posebna območja zaščite ptic (ZEPA ).
Poleg tega je bilo razglašenih devet območij pomembnih za skupnost (LIC ): Zahodna gora, Vzhodna gora, zahodni Rias in sipine Oyambre, sipine Liencres in estuarij reke Pas, sipine El Puntal in izliv reke Miera, Ria de Ajo, Barja Noja-Santoña, Escudo de Cabuérniga Range in več jam s pomembnimi kolonijami netopirjev.

## Demografija
Po popisu iz leta 2009 ima avtonomna skupnost 591.886 prebivalcev, kar predstavlja 1,29 % prebivalstva Španije, gostota prebivalstva pa 106,8 ljudi na km². Povprečna pričakovana življenjska doba moških prebivalcev je 75 let; za ženske prebivalce je 83 let. Osem let kasneje v letu 2017 se je število prebivalcev po podatkih INE zmanjšalo na 581.477.
V nasprotju z drugimi skupnostmi Španije Kantabrija ni doživela veliko priseljencev. Leta 2007 je bilo samo 4,7 % prebivalstva priseljencev. Prevladujoče izvorne države priseljencev v Kantabrijo so Kolumbija, Romunija, Ekvador, Peru, Moldavija in Maroko.
Večina prebivalstva prebiva na obalnem območju, zlasti v dveh mestih: Santander s 183.000 prebivalci in Torrelavega, drugo največje mestno in industrijsko središče v Kantabriji s približno 60.000 prebivalci. Ti dve mesti tvorita somestje, znano kot metropolitansko območje Santander-Torrelavega. Castro Urdiales ima uradnih 28.542 prebivalcev, in je zaradi bližine metropolitanskega območja Bilbao četrto največje v regiji, veliko ljudi ni registriranih v Castro Urdiales, pravo število pa se lahko podvoji uradna številka.
Najbolj naseljene občine Kantabrije od leta 2018 so:
1. Santander (172.l044)
2. Torrelavega (51.687)
3. Castro-Urdiales (31.977)
4. Camargo (30.263)
5. Piélagos (25.223)
6. El Astillero (18.108)
7. Santa Cruz de Bezana (12.964)
8. Laredo (11.148)
9. Santoña (11.050)
10. Los Corrales de Buelna (10.910)
11. Reinosa (9095)

## Zgodovina

### Rimsko cesarstvo
Prvo pisno sklicevanje na ime Cantabria se pojavi okoli leta 195 pr. n. št. v katerem zgodovinar Katon Starejši v svoji knjigi Origines govori o izviru reke Ebro v državi Cantabri:
... Reka Ebro se začne v deželi Cantabri, velika in lepa, z obilico rib ... — Cato the Elder, Origines: VII
V ohranjenih grških in latinskih besedilih je približno 150 sklicevanj na Kantabrijo ali Kantabre. Kantabri so bili uporabljeni kot plačanci v različnih spopadih, tako na Iberskem polotoku kot drugod. Gotovo so sodelovali v drugi punski vojni, na podlagi referenc Silija Italika  in Horacija. Ko je Gaj Hostilij Mancin oblegal Numantijo, se je umaknil, ko je izvedel, da so Kantabri in Vaccei prisotni med njegovimi pomožnimi skupinami. Kantabrijske vojne so se začele leta 29 pred našim štetjem. Agripa jih je z velikim pobojem leta 19 pr. n. št. premagal, toda pod iberijem so se spet uprli in nikoli niso bili popolnoma podrejeni.
V starejših geografih se je izraz Cantabria nanašal na obsežno državo, omejeno s Kantabrijskim morjem (Biskajski zaliv), na zahodni strani doline Sella v Asturiji, na gradišču Peña Amaya v Burgosu in vzdolž reke Aguera skoraj tako daleč kot je Castro Urdiales. Tako je vključeval območja Asturije, Santanderja, Biskaje in Guipuzcae. Po rimski osvojitvi Španije pa je bila omejena na območje Santanderja in vzhodne Asturije, ki je bila del Hispanije Tarraconensis (Tarakonska Hispanija). Glavna plemena na tem območju so bili Pleutauri, Varduli, Autrigones, Tuisi in Conisci ali Concaui, ki so bili znani po tem, da so se prehranjevali s krvjo svojih konj. Območje je bilo dobro naseljeno z največjim mestom kot Juliobriga in lokalne gore, izkoriščene za rudnike svinca.

### Srednji vek
Po razpadu Rimskega cesarstva je Kantabrija ponovno postala neodvisna od oblasti Vizigotov. Leta 574 je vizigotski kralj Liuvigild napadel Kantabrijo in uspel zavzeti jug države, vključno z mestom Amaja, kjer je ustanovil vizigotsko provinco, imenovano Vojvodstvo Kantabrija (glej sliko), ki bi služila kot limes ali obmejno območje za zadrževanje pred Kantabri in njihovimi sosedi Vasconi. Severno od tega meje pa so Kantabri še naprej živeli neodvisno do arabske invazije. Leta 714 je mešana arabsko/berberska vojska muslimanskih Mavrov vdrla v zgornjo dolino Ebra in uspela zavzeti Amajo, kantabrijsko prestolnico, s čimer so Kantabrijce prisilili nazaj na njihove tradicionalne meje, kjer so združili moči s Kraljevino Asturijo. V prvih kronikah Rekonkviste se zdi, da je Kantabrija še vedno priznana kot regija. V Albendense Chronicle, ko govorimo o Alfonzu I., piše: »To je bil sin Petra, vojvode Kantabrijskega«.
V 9. stoletju, ko je omenjal samostan svetega Zaharije, je Eulogij natančno določil v Seburimu (morda Zubiri) na reki Argi, ki »zaliva vso Kantabrijo«, v pismu, poslanem škofu v Pamploni Williesind, ki nakazuje območje, ki se razteza daleč na vzhod. Od tega obdobja dalje se v izvornih dokumentih komaj sklicuje na ime Kantabrija, pri čemer se Asturiaa pojavlja v imenih comarcas, imenovanih Asturias de Santillana, Asturias de Trasmiera in Asturias de Laredo.
Iz osrednjega jedra, ki ga tvorijo Hermandad de las Cuatro Villas (Bratovščina štirih mest) (Santander, Laredo, Castro Urdiales in San Vicente de la Barquera), je nastal Hermandad de las Marismas (Bratovščina barja), ki je tako združil vsa pomembna pristanišča vzhodno od Asturije. V obdobju Rekonkviste so štiri mesta aktivno sodelovala pri ponovni naselitvi Andaluzije in pošiljala može in ladje. Obalna pristaniška mesta Cádiz in El Puerto de Santa María so naselile družine iz pristanišč v Biskajskem zalivu. Ladje iz štirih mest so sodelovale pri prevzemu Sevilje in uničile ladijski most, ki je povezoval Triano in Seviljo, zmago, ki jo je predstavljala karaka in Torre del Oro iz Sevilje v grbu Santanderja, grbu Kantabrije in Avilésa (Asturija).

### 16. do 18. stoletje
V 16. stoletju je bilo ime La Montaña (gora) razširjeno v ljudski rabi in v literaturi kot oznaka starodavne Kantabrije v nasprotju s Kastilijo, ki se je nanašala izključno na osrednjo planoto. Ta razlika se je ohranila še v sodobnem času.
Z vzponom katoliških monarhov je Bratovščina z barja izginila in zapustila Coregiment štirih mest, ki je vključeval celotno območje vpliva stare Bratovščine štirih mest (skoraj vsa Kantabrija). V času Ancien Régime so bila največja jurisdikcijska gospostva v Kantabriji v glavnem pod nadzorom treh španskih velikih družin (špansko Grande de España): Mendoza (vojvode Infantado, markizi Santillana), Manrique de Lara (markizi Aguilar de Campoo, grofje Castañeda), v manjši meri pa Velasco (vojvode Frías, kastiljski stražniki).
Od 16. stoletja dalje se je ponovno začelo zanimanje za preučevanje Kantabrije in Kantabrov, zlasti glede natančne lokacije ozemlja, ki so ga zasedli ti ljudje. Šele v 18. stoletju je bila razprava o lokaciji in velikosti starodavne Kantabrije poravnana v vrsto del, ki opisujejo zgodovino regije, kot je La Cantabria, avguštinskega očeta in zgodovinarja Enrique Flórez de Setiéna. Hkrati z oživljanjem tega zanimanja za Kantabre in razjasnitvijo omenjene polemike so številne institucije, organizacije in jurisdikcije na gorskem ozemlju dobile ime "kantabrijski" ali "Kantabrija".
Leta 1727 se je zgodil prvi poskus poenotenja, kar bo kasneje postala provinca Kantabrija. Kljub temu je bila visoka stopnja avtonomije, ki so jo uživali majhni subjekti razdrobljene posesti Kantabrije, skupaj s pomanjkanjem sredstev, še naprej glavni razlog za šibkost Kantabrije, ki jo je poslabšal postopni napredek bourbonskega centralizma in njegova upravna učinkovitost. Slednji je nenehno poudarjal nezmožnost manjših ozemelj, ki se sama soočajo s številnimi težavami: od komunikacij do uveljavljanja pravičnosti, od odlaganja ustreznih rezerv za težke čase do neselektivnih vpoklicev za vojake in predvsem napredovanja fiskalnih obremenitev . Vse to je privedlo do pospeševanja stikov med mesti dolinami in jurisdikcijami, ki so se ponavadi osredotočale na skupščine provinc devetih dolin, ki so jih vodili poslanci, izvoljeni s strani tradicionalnih samoupravnih subjektov.
V tem drugem poskusu sta vrhunec integracijskega procesa sprožila dva dogodka:
- Po eni strani skupni interes, da se izognejo prispevkom k obnovi mostu Miranda de Ebro, uveden z ukazom intendanta Burgosa 11. julija 1775, istega leta, ko sta Kantabrijo prizadeli dve hudi poplavi  20. junija in 3. novembra. Kot pomanjkanje lokalnih pravnih virov se je bilo treba soočiti z razbojništvom, ki je nekaznovano delovalo v Kantabriji. Potem ko je generalni namestnik devetih dolin zbral prizadete jurisdikcije na skupščini, ki naj bi potekala v Puente San Miguelu 21. marca 1777, so poslali svoje namestnike z zadostnimi pooblastili, da se pridružijo devetim dolinam.

Na tej generalni skupščini je bil vzpostavljen okvir in začeli so se izvajati uradni koraki, ki so leta 1778 privedli do upravne in pravne enotnosti. Vse to je doseglo vrhunec v uspehu skupščine, ki je potekala v skupščinski hiši Puente San Miguel 28. julija 1778, kjer je je bila ustanovljena provinca Kantabrija. To je bilo doseženo s sprejetjem skupnih odlokov, ki so bili v ta namen razviti in o katerih so že razpravljali in jih odobrili sveti vseh mest, dolin in podpisanih jurisdikcij. Poleg devetih dolin so bili: Rivadedeva, Peñamellera, provinca Liébana, Peñarrubia, Lamasón, Rionansa, vila San Vicente de la Barquera, Coto de Estrada, Valdáliga, vila Santillana del Mar, Lugar de Viérnoles , vila Cartes in okolica, dolina Buelna, dolina Cieza, dolina Iguña z vilami San Vicente in Los Llares, vila Pujayo, vila Pie de Concha y Bárcena, dolina Anievas in dolina Toranzo.
Ko so se naučili lekcije iz neuspešnega poskusa leta 1727, je bil prvi cilj nove entitete pridobiti odobritev kralja Karla III. za združitev vseh kantabrijskih jurisdikcij v eno provinco. Kraljeva ratifikacija je bila odobrena 22. novembra 1779.
Osemindvajset jurisdikcij, ki so prvotno obsegale provinco Kantabrija, je bilo jasno, da je njihov namen, da se vse druge jurisdikcije, ki so tvorile stranko in upravo štirih mest na Obali, vključi v novo pokrajino. V ta namen so določili korake, ki so bili potrebni, da se to zgodi, takoj ko bodo te jurisdikcije to zahtevale. Morali bi spoštovati odloke z enakimi pravicami in dolžnostmi kot ustanovitelji, vsi enakopravni. Tako so se hitro pridružili: opatija Santillana, doline Tudanca, Polaciones, Herrerías, Castañeda, vila Torrelavega in okolica, Val de San Vicente, Valle de Carriedo, Tresviso in vile Pasiegan v La Vegi , San Roque in San Pedro, pa tudi mesto Santander s svojo opatijo.
Konkurenca med občinama Laredo in Santander je pripeljala do slednjega, ki je prvotno dovolilo ime Kantabrija za pokrajino, nastalo v začetku 19. stoletja, kasneje pa je umaknilo svoje soglasje in zahtevalo, da nosi ime Santander, da ne bi bilo dvoma, katera je bila prestolnica. Ko je leta 1821 deželni svet pred ustavnim sodiščem predstavil svoj dokončni načrt za deželne meje in pravne osebe, je predlagal ime province Kantabrija, na kar je občina Santander odgovorila, da »mora ta pokrajina ohraniti ime Santander«. Vendar so številni časopisi v svojih naslovih še vedno prikazovali ime Kantabrija.

### 19. stoletje
Med osamosvojitveno vojno (1808–1814) se je škof Rafael Tomás Menéndez de Luarca, močan zagovornik absolutizma, predstavil kot "regent Kantabrije" in v Santanderju ustanovil oddelek vojske, katerega namen je bil pohod do vseh gorskih prelazov z osrednje planote, da bi zadržali katero koli francosko četo.
Čeprav je bil poražen, se mu je kasneje uspelo ponovno združiti v Liébani pod poveljstvom generala Juana Díaza Porlierja in svoje sile imenoval Kantabrijska divizija, v kateri so bili različni polki in bataljoni, na primer kantabrijski husarji ali kantabrijski strelci (pehota). Med vojnami Karlistov so ustanovili enoto, imenovano Kantabriska brigada.

### 20. stoletje
Uporaba izrazov z resonanco prednikov v 18. in 19. stoletju se je nadaljevala v 20. stoletju in je do leta 1936 prevzela politični ton, ki je bil izrazito regionalističen. Pravzaprav je republikanska zvezna stranka izdelala statut avtonomije za kantabrijsko-kastiljsko zvezno državo tistega leta, ki bi vključeval današnjo Kantabrijo in vsa sosednja območja Kastilije in Asturije, ki so se ji pripravljena pridružiti. Zaradi državljanske vojne ga ni bilo mogoče sprejeti. Po vojni in kasnejši marginalizaciji teh prizadevanj v času frankističnega režima se je uporaba imena Kantabrija zmanjšala, tako da je bila za uradne namene prestavljena v športnih društvih, in samo v areni, kjer je bila Kantabrija zapisana kot regija.
Leta 1963 je predsednik deželnega sveta Pedro Escalante y Huidobro predlagal ponovno uporabo imena Kantabrija v provinci Santander, kot je bilo predlagano v akademskem poročilu, ki ga je napisal zgodovinar Tomás Maza Solano. Čeprav so bili sprejeti nadaljnji koraki in so številne občina podprla selitev, peticija ni uspela, predvsem zaradi nasprotovanja mestnega sveta Santander. 30. decembra 1981 je proces, ki ga je aprila 1979 začel svet v Cabezón de la Salu pod predsedstvom Ambrosia Calzade Hernándeza, dosegel vrhunec v podelitvi samouprave Kantabriji, kot je opisano v členu 143 španske ustave. Kantabrija je svojo zahtevo po avtonomiji oprla na ustavno uredbo, ki je predvidevala samoupravo za province z zgodovinskim regionalnim značajem.
Mešana skupščina, sestavljena iz deželnih poslancev in nacionalnih poslancev, se je 10. septembra 1979. lotila priprave statuta avtonomije. Po odobritvi splošnih sodišč 15. decembra 1981 je španski kralj 30. decembra istega leta podpisal ustrezen zakon o avtonomiji, statut za Kantabrijo. Tako je pokrajina Santander prekinila povezavo z Kastilijo in zapustila nekdanjo regijo Kastilijo in Leon, ki ji je pripadala do takrat, skupaj s provincami Ávila, Burgos, León, Logroño, Palencia, Salamanca, Segovia, Soria, Valladolid in Zamora.
20. februarja 1982 je bila ustanovljena prva deželna skupščina (zdaj parlament) s začasnim statusom. Od takrat je bila nekdanja provinca Santander znana kot Kantabrija in si je tako povrnila zgodovinsko ime. Prve domače volitve so bile maja 1983. Četrto zakonodajno telo (1995–1999) je začelo izvajati prvo veliko reformo statuta avtonomije v Kantabriji, ki so jo odobrile vse poslanske skupine.

## Administrativna delitev
Avtonomna skupnost Kantabrija je sestavljena iz municipios (občine) in comarcas (regije).

### Občine
Kantabrija ima 102 občini, ki na splošno sestavljajo več okrožij. Številne občine nosijo ime enega od svojih okrožij (pa naj bo to njegovo glavno mesto ali ne), vendar ne vse. Vsako občino upravlja mestni ali občinski svet, dva izmed njiju, Tresviso in Pesquera, pa to počneta na podlagi concejo abierto (odprti svet), ker imata manj kot 250 prebivalcev.
Mancomunidad Campoo-Cabuérniga ni občina, ampak je skupna lastnina, edinstvena po svoji velikosti in značilnostih, deljenega upravljanja med občinami Hermandad de Campoo de Suso, Cabuérniga, Los Tojos in Ruente. To gorsko posestvo se uporablja kot pašnik za govedo tipa Tudanca in tudi za konje v manjši količini, v njegovih brañas ali travnatih prerijah in še danes so v tej regiji ohranjene tradicije nomadskega, sezonskega govedorejstva.

### Comarcas (regije)
Kantabrijska zakonodaja ločuje avtonomno skupnost v upravnih regijah, imenovanih comarcas, vendar so se tradicionalno uporabljale druge delitve ozemlja.
- Administrativne regije

Zakon 8/1999 o comarcas avtonomne skupnosti Kantabrija z dne 28. aprila 1999 določa, da je comarca nujen subjekt, ki je sestavni del teritorialne ureditve regije. Ta zakon odpira razvoj le-te, ki spodbuja nastanek entitet, ki so se komaj začele pojavljati. Zakon določa, da ustvarjanje comarcas ne bo postalo obvezno za celotno ozemlje, dokler vsaj 70 % le -teh ni bilo ustanovljenih po lastni volji. Dodaja tudi, da Santander ne bo vladal comarcam in bi moral vzpostaviti namesto tega svoje metropolitansko območje.
Comarcas v Kantabriji niso dosegle upravne narave in imajo komaj določene meje. Le Liébana zaradi svojega geografskega položaja v Picos de Europa, Trasmiera in Campoo v porečju Ebro so jasno opredeljene comarce v regiji. Kljub temu je mogoče razlikovati funkcionalne razlike na ozemlju, ki ga delijo na naslednja področja: zaliv Santander, industrijska in urbana narava; Besaya, tudi industrijska; Saja-Nansa, izrazito podeželska; Zahodna obala, ki ima urbani značaj; Vzhodna obala, počitniška; tradicionalno priznana Trasmiera; podeželska Pas-Miera; Asón-Agüera, tudi večinoma podeželska; zelo dobro opredeljeni Liébana in Campoo-Los Valles, podeželski in industrijski po regijah.
- Naravne regije (glede geografskih značilnosti)
  - Obalni pas
  - Osrednji pas (kantabrijske doline pravokotno na obalo): doline Liébana, Saja in Nansa, Besaya, Pas in Miera (ali Valles Pasiegos) in doline Asón-Gándara.
  - južni pas (porečja reke Ebro in Duero): Campoo in južne doline

- Zgodovinske regije

Do 13. stoletja je bila Kantabrija organizirana v dolinah, kot je bilo značilno za vso severno Španijo. Od takrat ga je zamenjala organizacija v mestih, zgodovinskih comarcah, ki so združevale več dolin.

## Gospodarstvo
Gospodarstvo Kantabrije ima primarni sektor, ki je zdaj v zatonu in zaposluje 5,8 % aktivnega prebivalstva v panogah govedoreje, tradicionalne reje mleka in proizvodnje mesa; kmetijstvo, zlasti koruza, krompir, zelenjava in krma; pomorski ribolov; ter rudarjenje cinka in kamnolomov.
Sekundarni sektor, ki zaposluje 30,3 % aktivnega prebivalstva, je sektor z največjo produktivnostjo v zadnjih letih zaradi gradbeništva; proizvodnja železa (najpomembnejše mesto Reinosa), storitve prehrane (mleko, meso, zelenjava in morski sadeži), kemija (Solvay, Sniace), proizvodnja papirja (Sinace, Papelera del Besaya), tekstilna proizvodnja (Textil Santanderina v Cabezón de la Sal), lekarne (Moehs v Requejadi), industrijske skupine in promet itd. Storitveni sektor zaposluje 63,8 % aktivnega prebivalstva in se povečuje, saj velika koncentracija prebivalstva živi v mestnih središčih in pomen, ki ga je pridobil turizem v zadnjih letih. Od julija 2014 je stopnja brezposelnosti v Kantabriji 19,3 % v primerjavi s 24,47 % v Španiji; medtem ko je bila aprila 2010 njegova pariteta kupne moči 25.326 EUR v primerjavi s 26.100 EUR v Španiji in 25.100 EUR v EU25. Leta 2007 je rast realnega BDP Kantabrije znašala 4,1 % v primerjavi s 3,9 % povprečjem v Španiji. Bruto domači proizvod (BDP) regije je leta 2018 znašal 13,8 milijarde EUR. BDP na prebivalca, prilagojen kupni moči, je bil v istem letu 25.500 EUR ali 84 % povprečja EU27.

## Kultura

### Jezik
Španščina je uradni jezik Kantabrije. Vzhodni del je pomembno prispeval k nastanku srednjeveške španščine. Na zahodnih območjih so ostanki kantabrijskega jezika, imenovani tudi montañés, nekoliko pa je ohranjen tudi v delih Pas in doline Soba v njenem vzhodnem pasu. Kantabrijščino je mogoče obravnavati kot narečje širšega astursko-leonskega jezikovnega kontinuuma in je medsebojno razumljivo z sortami v sosednji Asturiji.

### Spomeniki in muzeji
- Jame: jama Altamira, El Soplao, Del Valle, El Pendo, jama La Pasiega, Las Monedas, El Castillo, Morín in druge.
- Posvetna arhitektura: palača Magdalena v Santanderju; Capricho de Gaudí, Papeška univerza Comillas in palača Sobrellano v Comillasu; Palača Bárcena v Ampueru; Grad Argüeso v Campoou; Palača Hornillos v Las Fraguas del Besaya; itd.
- Cerkvena arhitektura: Kolegij Santillana del Mar, Kolegij Santa Cruz de Castañeda, Samostan Santo Toribio de Liébana, Santa María de Lebeña, Santa María de Piasca, Santa María del Puerto, San Román del Moroso, Santa Catalina del Cintul, Santuario de Virgen de la Peña, ermita de San Cipriano, ermita de Monte Corona itd.
- Muzeji: Pomorski muzej Biskajskega zaliva, Etnografski muzej Kantabrije, Muzej lepih umetnosti Santander, Pokrajinski muzej prazgodovine in arheologije Kantabrija, Kantabrijski prirodoslovni muzej, Narodni muzej in raziskovalni center Altamira in drugi.

## Kuhinja
- Značilne jedi: Cocido montañés (visokogorska enolončnica) iz fižola in zelenjave; cocido lebaniego (Liébananska enolončnica) iz čičerike in marmite (ribja enolončnica)).
- mesne jedi: govedina, vol, jelen, srna ali divja svinja. Pečeno na žaru, dušeno ali z zelenjavo. Ugled živinoreje v regiji in podnebni pogoji, ki so naklonjeni govedoreji, so v Evropski uniji omogočili, da je oznako "Meso iz Cantabrije" sprejela kot Zaščiteno geografsko poreklo za govedino nekaterih vrst avtohtonih ras (Tudanca, Monchina) in druge, prilagojene okolje ali integrirano z asimilacijo (Brown Alpine).
- Ribe in morski sadeži: morska žaba, oslič, brancin, morski listi, šnjur, sardela, inčun, skuše na severu (v Španiji), orada, Špari, bradač in škarpena, pa tudi nekateri rečne ribe, kot sta postrv in losos. Rabas (ocvrti kalamari) in cachón en su tinta (sipe, kuhane s svojim črnilom) so lokalne specialitete. Na voljo so različne školjke, raki, jastog.
- Sladice: Quesadas in sobaos v dolini Pas; Unquera's Corbatas in Torrelavega's polkas obe v osnovi lisnato testo); Palucos de Cabezón de la Sal in Pantortillas iz Reinosa.
- siri: Quesucos de Liébana.
- Pijače: Chacolí, jabolčnik in orujo (liker iz tropin) iz Liébane, in tostadillo iz Potesa.